# Batalla d'Haran

Mapa polític de l'Orient Pròxim en 1102, immediatament després de la Primera Croada.

La batalla d'Haran fou un enfrontament armat entre les forces del Principat d'Antioquia i les del Comtat d'Edessa contra els turcs seljúcides, el 7 de maig del 1104. Fou la primera gran batalla dels recent creats estats croats, després de la Primera Croada i marcà un punt d'inflexió que frenaria l'expansió del Regne de Jerusalem. La batalla tingué en especial un efecte desastrós pel que fa al Principat d'Antioquia, ja que perdé territori.

## Antecedents
El 1104 Balduí II d'Edessa havia atacat i assetjat la ciutat d'Haran. Per mantenir-ne el control, Balduí demanà suport a Bohemon I d'Antioquia i a Tancred, príncep de Galilea. Bohemon i Tancred marxaren cap al nord des d'Antioquia fins a Edessa, on s'uniren a les tropes de Balduí, Joscelí de Courtenay, acompanyats per Bernard de Valence, patriarca d'Antioquia, Daimbert de Pisa, patriarca de Jerusalem i Benedict, arquebisbe d'Edessa.
Els seljúcides, comandats per Jikirmish, atabeg de Mossul, i Sokman, senyor ortúkida de Mardin, s'aplegaren a l'àrea del Khabur, potser a Ra's al-'ain (en època hel·lenística, Rhesaina). El maig del 1104 atacaren Edessa, potser per distreure els croats d'Haran, o potser per prendre la ciutat mentre els croats estaven enfeinats en un altre lloc.

## Batalla
Segons narra el cronista Ibn al-Qalanissí, Tancred i Bohemon arribaren a Edessa amb el setge ja començat, però segons la Crònica del 1234, foren els primers en arribar a les portes d'Haran. En qualsevol cas, els seljúcides s'allunyaren dels croats, cap al sud, simulant una fugida però refiant que els perseguirien.
En la crònica de Mateu d'Edessa, es narra una persecució de dos dies, mentre que Raül de Caen escriví que van ser tres dies. Segons Alí ibn al-Athir, l'encontre i la principal batalla es lliurà a 12 km d'Haran.
Molts historiadors accepten els relats d'Albert d'Aquisgrà i el de Fulqueri de Chartres, els quals situen la batalla en la plana a l'altra banda d'Ar-Raqqà i aquesta localitat està a uns dos dies a cavall d'Haran.
Balduí i Joscelí comandaven l'ala esquerra, que eren les tropes d'Edessa, mentre que Bohemon i Tancred comandaven l'ala dreta, els d'Antioquia, tot i que en la versió de Raül de Caen es diu que Tancred estava a la part central. Els croats foren enxampats d'imprevist quan els seljúcides es giraren contra ells, tant que Balduí i Bohemon lluitaren sense armadura.
Durant la batalla, les tropes de Balduí foren completament aniquilades i tant Balduí com Joscelí foren capturats pels turcs. Les tropes d'Antioquia aconseguiren fugir cap a Edessa. Jikirmish només aconseguí un petit botí, i en compensació, s'endugué Balduí del campament de Sokman. Tot i que se'n pagà un rescat, Joscelí i Balduí no foren alliberats fins al 1108, i 1109 respectivament.

## Importància
Aquesta batalla fou una de les primeres derrotes decisives dels croats, la qual tingué greus conseqüències per al Principat d'Antioquia. L'Imperi Romà d'Orient aprofità per imposar reclamacions a Antioquia i recuperà Latakia i parts de Cilícia. Moltes de les ciutats que havien format part del Principat d'Antioquia es revoltaren contra els romans d'Orient i foren ocupades per l'exèrcit musulmà d'Alep. Els territoris d'Armènia es revoltaren en favor dels romans d'Orient. Aquest esdeveniment fou la causa perquè Bohemon tornés a la península Itàlica a reclutar més tropes, mentre deixava Tancred com a regent a Antioquia.
Guillem de Tir escriví que no hi hagué batalla més desastrosa que aquesta. Tot i que Antioquia ja estava recuperada l'any següent, l'emperador romà d'Orient Aleix I Comnè imposà el Tractat de Devol a Bohemon, que feia d'Antioquia un estat vassall de l'imperi si Tancred l'hagués acceptat. Antioquia tornaria a ser assolada en la batalla d'Ager Sanguinis el 1119; Edessa mai se'n recuperaria i només existí fins al 1144.